# Мозамбіцька протока
Мозамбі́цька прото́ка — найдовша протока в Індійському океані, між Африкою та островом Мадагаскар.
- Довжина — 1670 км.
- Ширина — 422—925 км.
- Середня глибина — 117 м.
- Найбільша глибина — 3292 м.

Протокою прямує тепла течія з півночі на південь — Мозамбіцька течія.
Порти: Бейра і Мапуту (Мозамбік), Махадзанга і Туліара (Мадагаскар).

## Межі протоки
Міжнародна гідрографічна організація так визначає межі Мозамбіцької протоки:
- На півночі: лінія від гирла річки Рувума (10°28′ пд. ш. 40°26′ сх. д. / 10.467° пд. ш. 40.433° сх. д.) до північного краю острова Великий Комор (Нджазіджа), далі лінія до мису Амбр (Бабаумбі) на північному краї Мадагаскару (11°57′ пд. ш. 49°17′ сх. д. / 11.950° пд. ш. 49.283° сх. д.).
- На заході: материкова частина Південної Африки.
- На сході: західне узбережжя Мадагаскару.
- На півдні: лінія від найпівденнішої точки Мадагаскару, мису Сент-Марі (Вухімена), до мису Ору на материку (26°53′ пд. ш. 32°56′ сх. д. / 26.883° пд. ш. 32.933° сх. д.).

## Острови в протоці

### Комори
- Великий Комор (Нджазіджа)
- Мвалі (Мохелі)
- Ндзуані (Анжуан)

### Заморські володіння Франції
- Майотта
- Бан-дю-Гейзер
- Глорйоз
- Жуан-ді-Нова
- Європа
- Басас-да-Індія

## Клімат
Північна частина акваторії протоки лежить в субекваторіальному кліматичному поясі, а південна — в тропічному. У північній частині влітку переважають екваторіальні повітряні маси, взимку — тропічні. Сезонні амплітуди температури повітря незначні. У літньо-осінній період часто формуються тропічні циклони, зволоження достатнє. На півдні увесь рік панують вологі тропічні повітряні маси. Сезонний хід температури повітря чітко відстежується. Переважають пасатні вітри. У теплий сезон утворюються тропічні циклони, зволоження достатнє.

## Французька присутність у Мозамбікській протоці
Франція присутня через Майотту та Розсіяні острови, а також підтримує військову присутність через Реюньйон, де військово-морські сили досить регулярно патрулюють території. Ці острови забезпечують виключні економічні зони (ВЕЗ), багаті на рибні ресурси та потенційно вуглеводні. Для Франції справжнім викликом є збереження суверенітету над Майоттою, Коморськими Островами, і особливо над Розсіяними островами, перед обличчям загроз з боку Мадагаскару. Мадагаскарці юридично оскаржують французьку присутність, вважаючи, що ці острови є залежними територіями Мадагаскару, і що після досягнення незалежності вони повинні були повернутися до Мадагаскару, а не до Франції.